# طوطی دم‌دراز

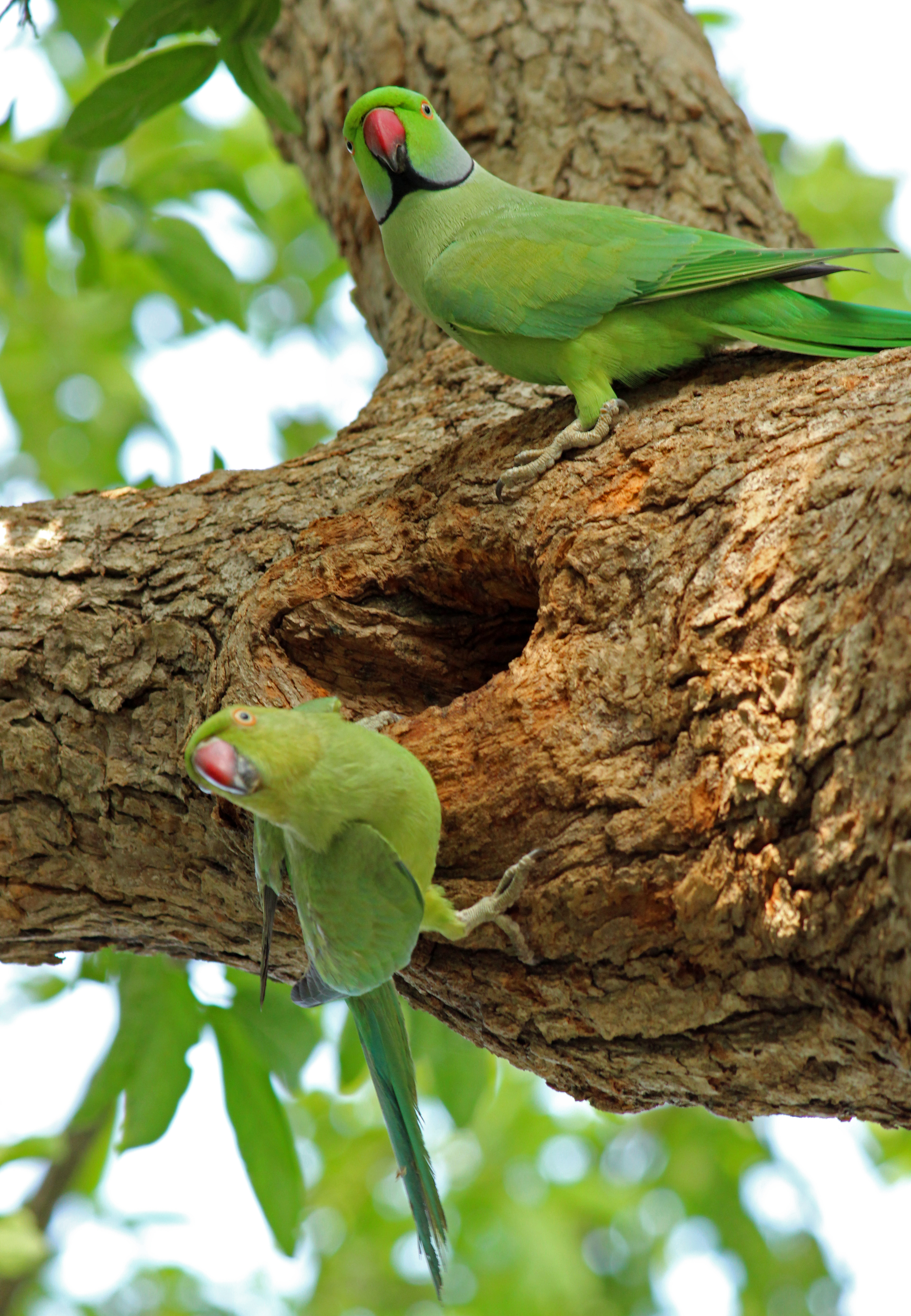
طوطی نر و ماده طوق‌صورتی در ودانتانگل، تامیل نادو، هند.

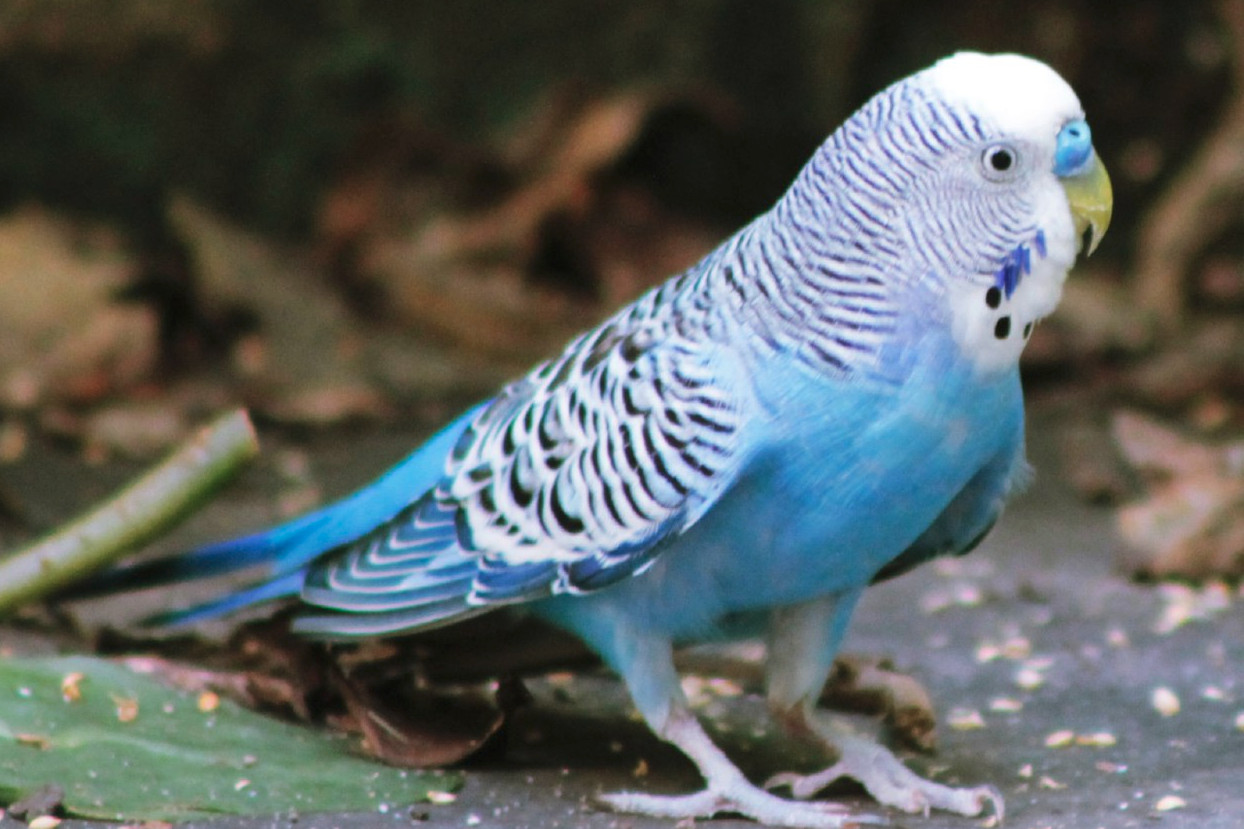
مرغ عشق آبی استرالیایی

طوطی دم‌دراز (به انگلیسی: Parakeet) به هر یک از گونه‌های کوچک تا متوسط از طوطی‌ها گفته می‌شود که در سرده‌های متعدد، معمولاً پرهای دم بلندی دارند.
در انگلیسی آمریکایی، کلمه پاراکیت معمولاً به مرغ عشق که یکی از گونه‌های طوطی است اشاره دارد.

## خلاصه

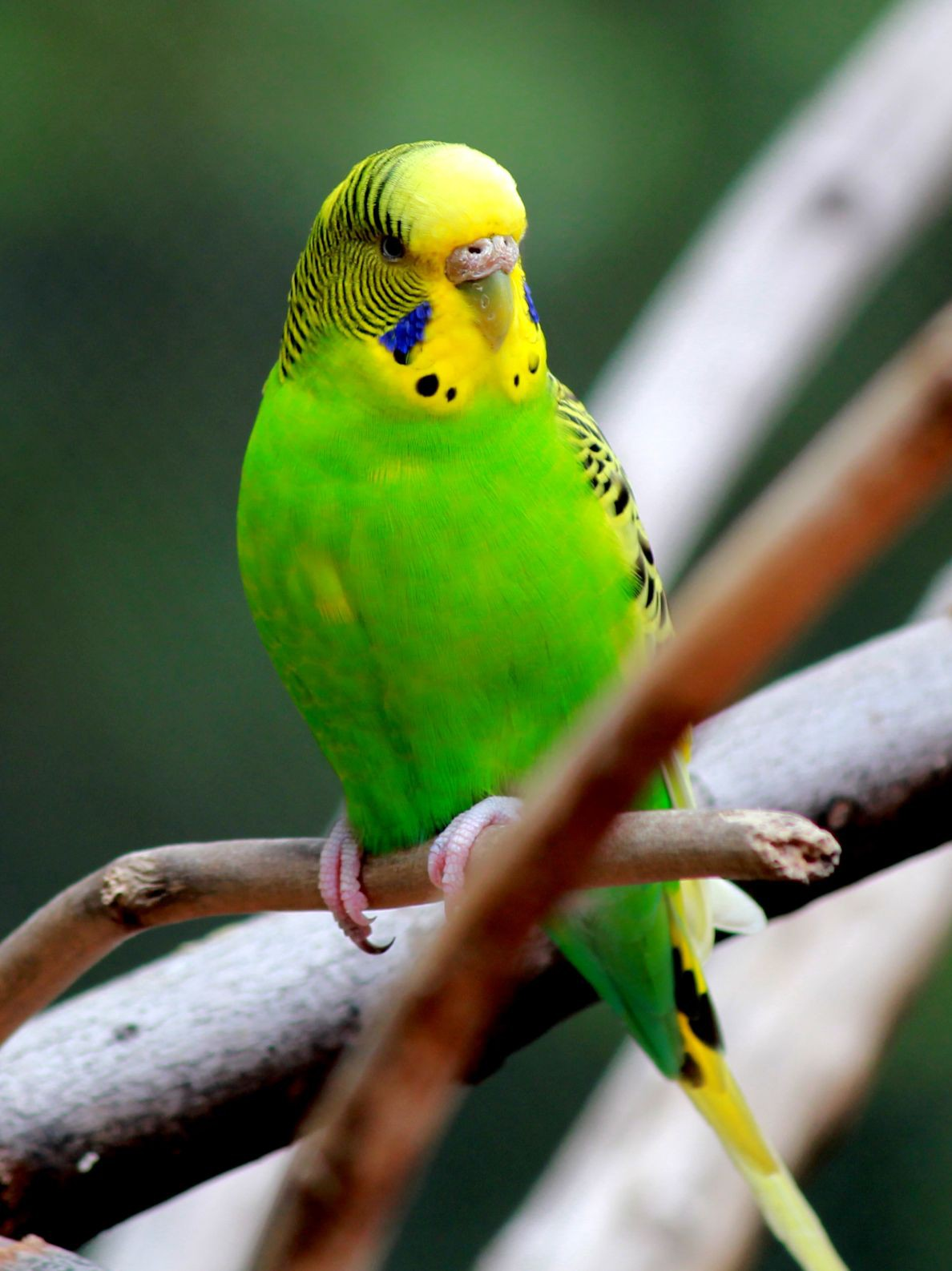
مرغ عشق استرالیایی، محبوب‌ترین گونهٔ طوطی دم‌دراز

طوطی‌های دم‌دراز حدود ۱۱۵ گونه از طوطی‌های کوچک، دانه‌خوار، با جثه‌ای باریک و دمی بلند و نوک‌تیز را شامل می‌شوند. شناخته‌شده‌ترین گونهٔ طوطی دم‌دراز، مرغ عشق استرالیایی (Melopsittacus undulatus) است که نخستین بار در سال ۱۸۹۱ توصیف شد و امروزه رایج‌ترین گونهٔ خانگی در آمریکای شمالی و اروپا است.

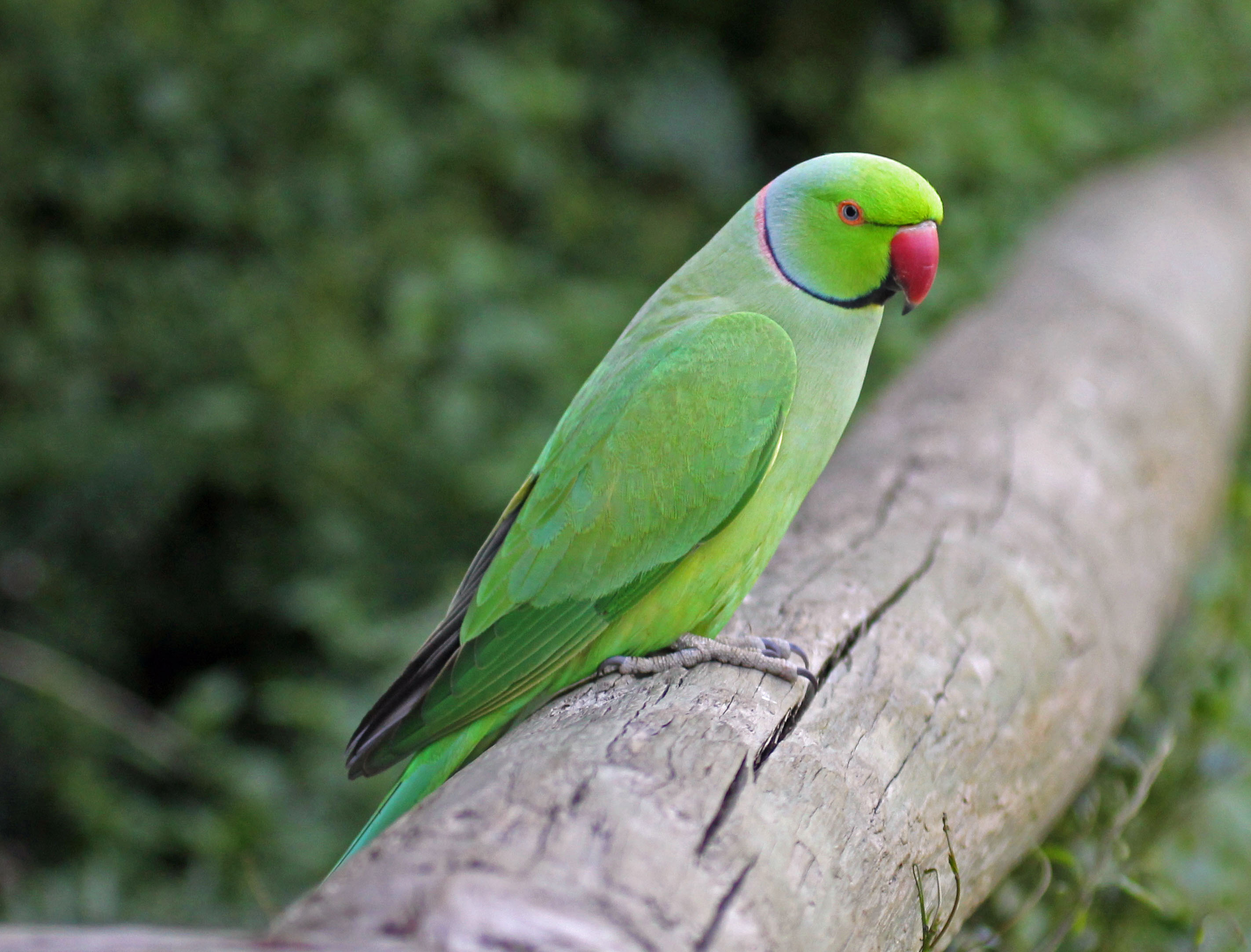
یک طوطی طوق‌صورتی

اصطلاح «طوطی علفزار» (grass parakeet) به چند گونهٔ کوچک بومی علفزارهای استرالیا مانند گونه‌های سردهٔ طوطی‌های علف و طوطی شاهدخت اشاره دارد. گونه‌های طوطی‌های دم‌پهن استرالیا نیز در گروه پاراکیت‌ها قرار می‌گیرند. همچنین بسیاری از گونه‌های کوچک‌تر خانوادهٔ شهدطوطی‌تباران، «لُریکیت» نامیده می‌شوند.
طوطی طوق‌صورتی، که نباید با گونهٔ مشابه استرالیایی‌اش اشتباه گرفته شود، بومی آفریقا و آسیاست و امروزه در بسیاری از شهرهای جهان به‌صورت رمیده (غیربومی و رهاشده) حضور دارد.
در پرورش پرندگان، اصطلاح «کانیور» (conure) برای طوطی‌های کوچک تا متوسط آمریکای جنوبی به کار می‌رود، که شامل گونه‌هایی از سرده‌های دم‌قیفی‌ها، Pyrrhura و دیگر اعضای خانوادهٔ رنگین‌طوطی‌تباران هستند. این گونه‌ها همگی از یک سرده نیستند، بنابراین در رده‌بندی علمی معمولاً از واژهٔ «کانیور» پرهیز می‌شود.
دیگر طوطی‌های آمریکای جنوبی که پاراکیت نامیده می‌شوند، شامل سردهٔ Brotogeris، طوطی راهب و طوطی نواری هستند. واژه‌های «طوطی» و «پاراکیت» گاهی به‌جای هم به‌کار می‌روند؛ برای نمونه، گونهٔ بزرگ شاه‌طوطی را هم «طوطی اسکندر» و هم «پاراکیت اسکندر» می‌نامند.
گونه‌های بسیاری از پاراکیت‌ها به‌صورت تجاری پرورش یافته و به‌عنوان حیوان خانگی فروخته می‌شوند. مرغ عشق پس از گربه و سگ، سومین حیوان خانگی محبوب در جهان به‌شمار می‌رود.

## تولیدمثل
پاراکیت‌ها اغلب در گروه بهتر تولیدمثل می‌کنند، زیرا حضور دیگر طوطی‌ها مشوق جفت‌گیری است؛ با این حال، ازدحام می‌تواند موجب درگیری بین جفت‌ها شود. به همین دلیل، برخی پرورش‌دهندگان ترجیح می‌دهند پرنده‌ها را به‌صورت جفتی نگه دارند تا هم از درگیری جلوگیری شود و هم والدین جوجه‌ها مشخص باشند. مرغ عشق‌ها معمولاً بین ۴ تا ۶ تخم می‌گذارند و این میزان در دیگر گونه‌ها نیز مشابه است.

## جمعیت در آمریکا
در ایالت نیویورک، جمعیت روبه‌رشدی از طوطی راهب‌ها در مناطق بروکلین و کوئینز شکل گرفته و در تمام مناطق پنج‌گانهٔ شهر گزارش شده است. از میان گونه‌های بومی، طوطی سبز هنوز در جنوب تگزاس یافت می‌شود، در حالی که طوطی کارولینا، که پیش‌تر در سراسر شرق آمریکا پراکنده بود، در آغاز قرن بیستم منقرض شد.

## جمعیت در اروپا

### بلژیک
تا سال ۲۰۲۳، حدود ۱۰ هزار پاراکیت در شهر بروکسل زندگی می‌کردند و از نظر تعداد پس از کبوتر و گنجشک، سومین پرندهٔ پرجمعیت شهر بودند.

### اقدامات کنترل جمعیت در اسپانیا
بر اساس گزارشی در سال ۲۰۱۸، مقامات اسپانیایی برای مهار جمعیت فزایندهٔ پاراکیت‌ها که در مناطقی مانند مالاگا به ۳۰ هزار پرنده رسیده بود، برنامه‌هایی از جمله استفاده از تیراندازان ماهر در نظر گرفتند که با واکنش منفی عمومی روبه‌رو شد.

### بریتانیا
در دسامبر ۲۰۱۹، پژوهشی از استیون لو کامبر (دانشگاه کوئین مری لندن) که در مجلهٔ Journal of Zoology منتشر شد، با روش پروفایل جغرافیایی نشان داد که جمعیت روبه‌رشد طوطی طوق‌صورتی در بریتانیا حاصل رهاسازی عمدی یا تصادفی طوطی‌های خانگی در مقیاس کوچک بوده است. این پژوهش، روایت‌هایی مانند رهاسازی طوطی توسط جیمی هندریکس یا ورود طوطی‌ها همراه با هامفری بوگارت و کاترین هپبورن در سال ۱۹۵۱ برای فیلم‌برداری «ملکه آفریقایی» را رد کرد.